# Welfové
Welfové (německy Welfen) jsou starý evropský šlechtický rod, vzniklý jako větev italského rodu Estenských. Příslušníci dynastie Welfů patřili ve 12. a na počátku 13. století k nejmocnějším aktérům říšské politiky, přičemž v osobě Oty IV. dosáhli i císařské koruny. V 18. a 19. století vládli jako králové Spojeného království Velké Británie a Irska díky personální unii také jako vévodové a kurfiřti Brunšvicka-Lüneburska a později jako králové Hannoverští, dále vládli malému Brunšvickému vévodství do roku 1918. K nejslavnějším panovníkům rodu patří bavorský a saský vévoda Jindřich Lev, římský císař Ota IV. Brunšvický nebo britská královna Viktorie.

## Starší větev Welfů
Za zakladatele rodu je považován Welf I. Bavorský, v genealogii Welfů jako Welf IV. Známé dějiny rodu Welfů začínají v 8. století, kdy byli Welfové hrabaty v Bavorsku a vévody ve Švábsku. V 9. století byli Welfové spřízněni s rodem Karlovců. Judita Bavorská, dcera hraběte Welfa I. († okolo 824) se roku 819 v Cáchách vdala za Ludvíka Pobožného a byla matkou Karla II. Holého. V 10. a 11. století byli Welfové králi v Horním Burgundsku, z nichž nejvýznamnějším byl Rudolf II. Burgundská větev Welfů vymřela Rudolfem III.

Elicho, syn Welfa I., byl zakladatelem německé větve Welfů. Welf II. založil Ravensberg. Ve spojenectví se švábským vévodou Arnoštem bojoval proti Konrádovi II.
Welf III., († 1055) syn Welfa II., se stal vévodou korutanským a markrabětem veronským.

Své postavení však v boji se svými štaufskými rivaly nedokázali obhájit a v následujících obdobích tak patřili k méně významným říšským vévodským rodům.
Dalšího významného růstu své moci se dočkali na přelomu 17. a 18. století, kdy se nejprve stali kurfiřty a následně zdědili království Velké Británie. Tomu vládli jako tzv. Hannoverská dynastie až do roku 1901, kdy zemřela královna Viktorie. V mužské linii dále vládli v letech 1814–1886 v Hannoverském království a v letech 1815–1918 v samostatném Brunšvickém vévodství.

### Vévodové saští
- Jindřich II. Pyšný, (†1139), vévoda saský 1137–1138
- Jindřich III. Lev, (†1195), vévoda saský 1142–1180

## Mladší větev Welfů

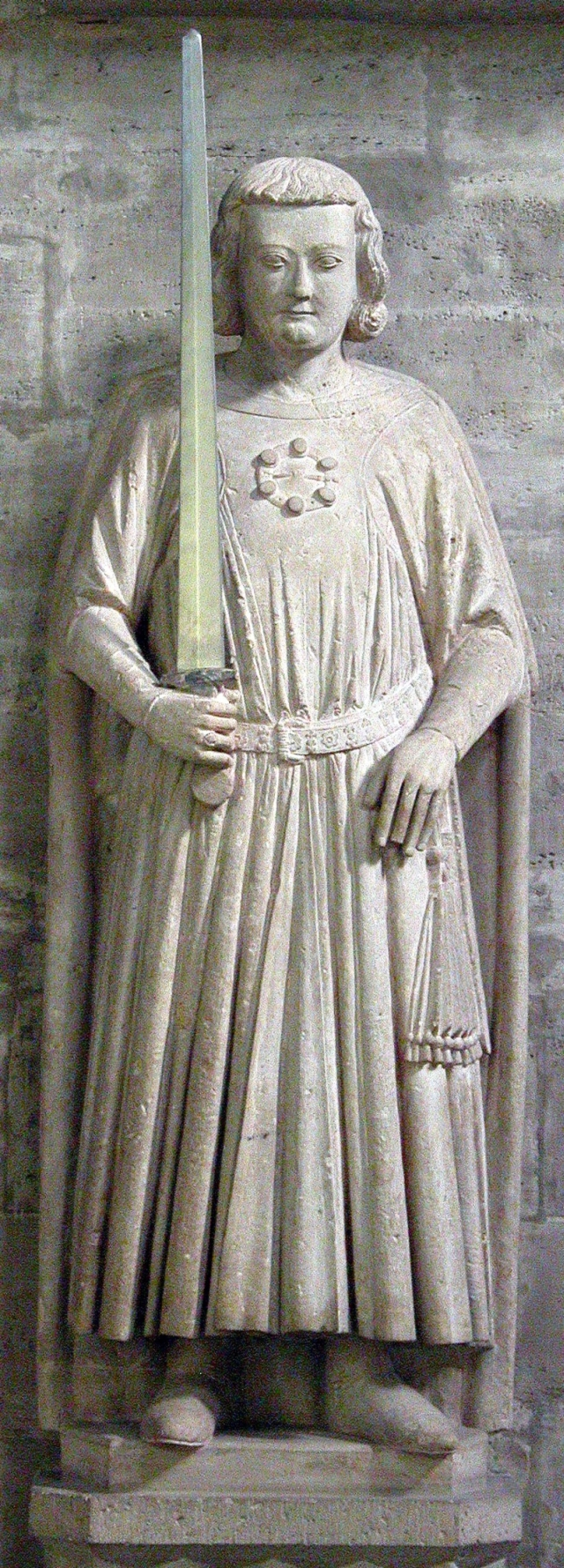
Jindřich Lev

Synovec Welfa III., Welf IV., syn Kunigundy Welfské a Azza II. z rodu Este byl zakladatelem mladší linie Welfů. Po sesazení Oty Nordheimského roku 1070 se Welf IV. stal vévodou bavorským (jako Welf I.) a po smrti Azza II. zdědil i jeho území. Zemřel roku 1101 na křížové výpravě na Kypru.

Welf V. se roku 1090 oženil s o dvacet šest let starší hraběnkou Matyldou Toskánskou, a zemřel bezdětný. Toskánští Welfové se významným způsobem podíleli v boji o investituru. Welfská strana – spojenci papežů – je známá pod italským jménem rodu jako Guelfové.

Dědicem Welfa V.(II.) se stal jeho bratr Jindřich Černý. Ten sňatkem s dcerou Magnuse, posledního saského vévody z rodu Billungů, získal polovinu území Billungů, především Lünebursko.
Jindřich Pyšný, vnuk Welfa V., vévoda bavorský, získal po smrti císaře Lothara III. doživotně Toskánsko a nakrátko vládu v Sasku. V bojích mezi Welfy a Hohenštaufy o císařskou korunu však Sasko i Bavorsko ztratil. Jindřich Lev, syn Jindřicha Pyšného, po uzavření smíru s králem Konrádem III. získal roku 1142 Sasko zpět a roku 1156 mu císař Fridrich I. Barbarossa, který byl s Welfy spřízněn, vrátil i Bavorsko. Po prohrané bitvě u Legnana a obvinění ze zrady Fridrich Barbarossa Jindřichu Lvu Sasko i Bavorsko odňal a Jindřich Lev byl donucen odejít do exilu.
Ota, syn Jindřicha Lva, byl roku 1209 korunován na císaře Svaté říše římské. Synovec Oty IV., Ota I., zvaný Dítě, se roku 1235 stal vévodou části Saska, nazývané Brunšvicko-Lünebursko. Welfové Brunšvicko-Lüneburští vládli na tomto území až do rozpadu Německé říše roku 1918.

### Hannoverská dynastie
Za zakladatele hannoverské dynastie je považován Jiří Brunšvicko–Lüneburský (*1582– + 1641), příslušník rodu Welfů. Když byla roku 1635 dělena rodová území Welfů, zdědil Jiří knížectví Calenberg a Göttingen a za své sídelní město si zvolil Hannover. Jeho nejmladší syn, vévoda Arnošt August byl pak roku 1692 povýšen na římskoněmeckého kurfiřta, čímž získal významné právo podílet se na volbě krále. Jeho syn Jiří Ludvík zdědil na základě Zákona o nástupnictví roku 1714 britský trůn jako Jiří I. Členové dynastie Welfů vládli v Británii až do smrti královny Viktorie roku 1901 jako Hannoverská dynastie.

#### Kurfiřti Hannoverští a vévodové Brunšvicka-Lüneburska
- Jiří, vévoda Brunšvicko–Lüneburský – (1635–1641), zakladatel Hannoverské dynastie
- Arnošt August Hannoverský – (1641–1692–1698), kurfiřtem od roku 1692, syn zakladatele Hannoverské dynastie
- Jiří I. – (1714–1727)
- Jiří II. – (1727–1760)
- Jiří III. – (1760–1820) od roku 1814 králem Hannoverským

#### Králové Hannoverští
Hannoverské království vzniklo v říjnu roku 1814 rozhodnutím Vídeňského kongresu. Britský král Jiří III. tak po napoleonských válkách získal zpět své hannoverské državy. Kongres rovněž rozhodl o územní výměně s Pruským královstvím, díky níž rozloha Hannoverska podstatně vzrostla.
Po smrti krále Viléma IV. v roce 1837 nastoupila v Británii na trůn jeho neteř Viktorie, jelikož neměl legitimního potomka. V Hannoveru ale nastoupil na trůn princ Arnošt August I., strýc královny Viktorie. Stalo se to díky starému německému následnickému řádu, tj. polosalickému zákonu, díky němuž může žena vládnout pouze pokud rod nemá muže schopné vlády.
Při hlasování v Německém spolku 14. června 1866 podpořilo Hannoversko návrh na mobilizaci spolkových vojsk proti Prusku, což o den později vedlo k vyhlášení války ze strany Pruska. Hannoverská armáda ještě zvítězila v bitvě u Langensalzy (27. června 1866), o dva dny později však musela kapitulovat. Král Jiří V. byl zbaven trůnu a Hannoversko bylo připojeno k Prusku jako provincie.
- Jiří III. – (1760–1820), králem až od roku 1814, do té doby kurfiřt Hannoverský
- Jiří IV. – (1820–1830)
- Vilém IV. – (1830–1837)

- Arnošt August I. – (1837–1851), bratr Viléma IV.
- Jiří V. – (1851–1866), království obsazeno Pruskem

#### Králové Spojeného království Velké Británie a Irska[1]
Syn hannoverského kurfiřta Jiří Ludvík zdědil na základě Zákona o nástupnictví roku 1714 britský trůn jako Jiří I. Britští králové vládli do roku 1814 současně jako kurfiřti Hannoverští a vévodové Brunšvicko-Lüneburští, od roku 1814 jako králové Hannoverští. Po smrti krále Viléma IV. v roce 1837 nastoupila v Británii na trůn jeho dcera Viktorie, jelikož neměl mužského potomka. V Hannoveru ale nastoupil na trůn princ Arnošt August I., strýc královny Viktorie. Stalo se to díky starému německému následnickému řádu, tj. polosalickému zákonu, díky němuž může žena vládnout pouze pokud rod nemá muže schopné vlády. Členové dynastie Welfů vládli v Británii až do smrti královny Viktorie roku 1901 jako Hannoverská dynastie.
- Jiří I. – (1714–1727)
- Jiří II. – (1727–1760)
- Jiří III. – (1760–1820)
- Jiří IV. – (1820–1830)
- Vilém IV. – (1830–1837)
- Viktorie – (1837–1901)

#### Vévodové Brunšvicka resp. Brunšvicka-Wolfenbüttelska
Když byla roku 1635 dělena rodová území Welfů, z části vévodství Brunšvicko-Lüneburska se oddělilo území Wolfenbüttel, ze kterého se později stalo vévodství Brunšvické
linie Brunšvicko-Bevernská
- Ferdinand Albrecht II. – (1735)
- Karel I. – (1735–1780)
- Karel Vilém Ferdinand – (1780–1806)
- Fridrich Vilém – (1806–1807), jako vévoda Brunšvicko-Wolfenbüttelský
- 1807–1813, obsazeno Francií
- Fridrich Vilém – (1813–1815), jako vévoda Brunšvický
- Karel II. – (1815–1830)
- Vilém – (1830–1884)
- 1884–1913, princ Arnošt Augustus Hannoverský se vzdal svých práv ve prospěch pruské administrativy, období císařských regentů

linie Hannoverská
- Arnošt Augustus – (1913–1918), syn posledního hannoverského korunního prince, hlava Hannoverské dynastie

## Rodokmeny

### Úplný rodokmen po mužské linii
Jsou zahrnuti mužští, z mužské linie pocházející, legitimní a nemorganatičtí členové rodu, kteří buď dosáhli dospělosti, nebo drželi titul jako děti. Hlavní představitelé rodu jsou vyznačeni tučně.
- Adalberto Makrabě, † cca 951
  - Oberto I., cca 910–⁠⁠⁠⁠⁠⁠975
    - Adalbert II. Milánský
    - Oberto II. Milánský, cca 940–⁠⁠⁠⁠⁠⁠1014
      - Hugo Milánský
      - Albert Azzo I. Milánský, 970–⁠⁠⁠⁠⁠⁠1029
        - Albert Azzo II. Milánský, 997–⁠⁠⁠⁠⁠⁠1097
          - Welf I. Bavorský, cca 1035–⁠⁠⁠⁠⁠⁠1101
            - Welf II. Bavorský, 1072–⁠⁠⁠⁠⁠⁠1120
            - Jindřich IX. Bavorský, 1075–⁠⁠⁠⁠⁠⁠1126
              - Konrád Bavorský, 1105–⁠⁠⁠⁠⁠⁠1126
              - Jindřich Pyšný, 1108–⁠⁠⁠⁠⁠⁠1139
                - Jindřich Lev, 1130–⁠⁠⁠⁠⁠⁠1195
                  - Jindřich V. Brunšvický, 1173–⁠⁠⁠⁠⁠⁠1227
                    - Jindřich VI. Brunšvický, 1196–⁠⁠⁠⁠⁠⁠1214

                  - Ota IV. Brunšvický, 1175–⁠⁠⁠⁠⁠⁠1218
                  - Vilém z Lüneburgu, 1184–⁠⁠⁠⁠⁠⁠1213
                    - Ota I. Brunšvicko-Lüneburský, 1204–⁠⁠⁠⁠⁠⁠1252
                      - Albrecht I. Brunšvický, 1236–⁠⁠⁠⁠⁠⁠1279
                        - Jindřich I. Brunšvicko-Grubenhagenský, 1267–⁠⁠⁠⁠⁠⁠1322
                          - Ota, 1283–⁠⁠⁠⁠⁠⁠1309
                          - Albrecht, 1284–⁠⁠⁠⁠⁠⁠1341
                          - Jindřich II. Brunšvicko-Grubenhagenský, 1296–1351
                            - Ota Brunšvicko-Grubenhagenský, 1320–1398
                            - Jan Halberstadtský, 1321–1346
                            - Ludvík Camminský, 1323–1373
                            - Filip Brunšvicko-Grubenhagenský, 1332-1370
                              - Jan Brunšvicko-Grubenhagenský, d. 1414

                            - Riddag, 1334–1367
                            - Baltazar Rumunský, 1336–1384
                            - Tomáš, 1338–1384
                            - Melichar Osnabrücký a Zvěřínský, 1341–1381

                          - Fridrich, cca 1291–1323
                          - Konrád, cca 1294–1320
                          - Arnošt I. Brunšvicko-Grubenhagenský, 1297–1361
                            - Albrecht I. Brunšvicko-Grubenhagenský, 1339–1383
                              - Erik I. Brunšvicko-Grubenhagenský, 1383–1427
                                - Jindřich III. Brunšvicko-Grubenhagenský, 1416–1464
                                  - Jindřich IV. Brunšvicko-Grubenhagenský, 1460–1526

                                - Arnošt II. Brunšvicko-Grubenhagenský, 1418–1466
                                - Albrecht II. Brunšvicko-Grubenhagenský, 1419–1485
                                  - Filip I. Brunšvicko-Grubenhagenský, 1476–1551
                                    - Arnošt III. Brunšvicko-Grubenhagenský, 1518–1567
                                    - Albrecht, 1521–1546
                                    - Jan, 1526–1557
                                    - Wolfgang Brunšvicko-Grubenhagenský, 1531–1595
                                    - Filip II. Brunšvicko-Grubenhagenský, 1533–1596

                                  - Erik Brunšvicko-Grubenhagenský, 1478–1532
                                  - Arnošt, † 1486

                            - Arnošt II. z Corvey, cca 1346–1401
                            - Fridrich I. Brunšvicko-Osterodeský, 1350–1421
                              - Ota II. Brunšvicko-Osterodeský, 1396–1452

                          - Vilém Brunšvicko-Grubenhagenský, 1298–1360
                          - Jan I. Brunšvicko-Grubenhagenský, cca 1300–1367

                        - Albrecht II. Brunšvický, 1268–1318
                          - Ota Mírný, 1292–1344
                          - Lothar
                          - Albrecht II. Brunšvicko-Lüneburský, 1294–1358
                          - Henry III of Brunswick-Lüneburg, Bishop of Hildesheim, 1296–1363
                          - Magnus I. Brunšvicko-Lüneburský, 1304–1369
                            - Magnus II. Brunšvicko-Lüneburský, 1324–1373
                              - Fridrich I. Brušvicko-Wolfenbüttelský, 1357–1400
                              - Bernard I. Brušvický, 1361–1434
                                - Ota IV. Brunšvicko-Lüneburský, † 1446
                                - Fridrich II. Brunšvický, 1418–1478
                                  - Bernhard II. Brunšvicko-Lüneburský, 1437–1464
                                  - Ota V. Brunšvický, 1439–1471
                                    - Jindřich I. Brunšvický, 1468–1532
                                      - Ota I. Brunšvicko-Harburský, 1495–1549
                                        - Ota II. Brunšvicko-Harburský, 1528–1603
                                          - Ota Jindřich Brunšvicko-Harburský, 1555–1591
                                          - John Frederick, 1557–1619
                                          - Vilém August Brunšvicko-Harburský, 1564–1642
                                          - Enno, 1565–1600
                                          - Kryštof Brunšvicko-Harburský, 1570–1606
                                          - Ota III. Brunšvicko-Harburský, 1572–1641
                                          - Jan, 1573–1625
                                          - Fridrich, 1578–1605

                                      - Arnošt I. Brunšvický, 1497–1546
                                        - František Ota Brunšvicko-Lüneburský, 1530–1559
                                        - Fridrich, 1532–1553
                                        - Jindřich Brunšvicko-Dannenberský, 1533–1598
                                          - Julius Arnošt Brunšvicko-Dannenberský, 1571–1636
                                          - František Štrasburský, 1572–1601
                                          - August II. Brunšvický, 1579–1666
                                            - Rudolf August Brunšvicko-Wolfenbüttelský, 1627–1704
                                            - Antonín Oldřich Brunšvický, 1633-1714
                                              - August Fridrich, 1657–1676
                                              - August Vilém Brunšvicko-Wolfenbüttelský, 1662–1731
                                              - Ludvík Rudolf Brunšvický, 1671–1735

                                            - Ferdinand Albrecht I. Brunšvicko-Wolfenbüttelsko-Bevernský, 1636–1687
                                              - August Ferdinand, 1677–1704
                                              - Ferdinand Albrecht II. Brunšvicko-Wolfenbüttelský, 1680–1735
                                                - Karel I. Brunšvicko-Wolfenbüttelský, 1713–1780
                                                  - Karel Vilém Ferdinand Brunšvický, 1735–1806
                                                    - Karel Jiří August Brunšvicko-Wolfenbüttelský, 1766–1806
                                                    - Jiří Vilém Kristián, 1769–1811
                                                    - August, 1770–1822
                                                    - Fridrich Vilém Brunšvicko-Wolfenbüttelský, 1771–1815
                                                      - Karel II. Brunšvický, 1804–1873
                                                      - Vilém Brunšvický, 1806–1884

                                                  - Fridrich August Brunšvicko-Wolfenbüttelsko-Oelský, 1740–1805
                                                  - Albrecht Jindřich, 1742–1761
                                                  - Vilém Adolf, 1745–1770
                                                  - Leopold Brunšvicko-Wolfenbüttelský, 1752–1785

                                                - Antonín Oldřich Brunšvický, 1714–1774
                                                  - Ivan VI. Ruský, 1740–1764
                                                  - Petr Antonovič Brunšvický, 1745–1798
                                                  - Alexej Antonovič Brunšvický, 1746–1787

                                                - Ludvík Arnošt Brunšvicko-Lüneburský, 1718–1788
                                                - Ferdinand Brunšvicko-Wolfenbüttelský, 1721–1792
                                                - Albrecht Brunšvicko-Wolfenbüttelský, 1725–1745
                                                - Fridrich František Brunšvicko-Wolfenbüttelský, 1732–1758

                                              - Ferdinand Kristián, 1682–1706
                                              - Arnošt Ferdinand Brunšvicko-Wolfenbüttelsko-Bevernský, 1682–1746
                                                - August Vilém Brunšvicko-Wolfenbüttelsko-Bevernský, 1715–1781
                                                - Jiří Ludvík, 1721–1747
                                                - Jiří Frederik, 1723–1766
                                                - Fridrich Karel Ferdinand Brunšvicko-Wolfenbüttelsko-Bevernský, 1729–1809

                                              - Jindřích Ferdinand, 1684–1706

                                        - Vilém Brunšvicko-Lüneburský, 1535–1592
                                          - Arnošt II. Brunšvicko-Lüneburský, 1564–1611
                                          - Kristián Brunšvicko-Lüneburský, 1566–1633
                                          - August Brunšvicko-Lüneburský, 1568–1636
                                          - Fridrich IV. Brunšvicko-Lüneburský, 1574–1648
                                          - Magnus Brunšvicko-Lüneburský, 1577–1632
                                          - Jiří Brunšvický, 1582–1641
                                            - Kristián Ludvík Brunšvicko-Lüneburský, 1622–1665
                                            - Jiří Vilém Brunšvický, 1624–1705
                                            - Jan Fridrich Brunšvický, 1625–1679
                                            - Arnošt August Hannoverský, 1629–1698
                                              - Jiří I. Britský, 1660–1727
                                                - Jiří II. Britský, 1683–1760
                                                  - Fridrich z Walesu, 1707–1751
                                                    - Jiří III. Britský, 1738–1820
                                                      - Jiří IV. Britský, 1762–1830
                                                      - Frederik z Yorku a Albany, 1763–1827
                                                      - Vilém IV. Britský, 1765–1837
                                                      - Eduard z Kentu a Strathearnu, 1767–1820
                                                      - Arnošt August Hannoverský, 1771–1851
                                                        - Jiří V. Hannoverský, 1819–1878
                                                          - Arnošt August Hannoverský, 1845–1923
                                                            - Jiří Vilém Hannoverský, 1880–1912
                                                            - Arnošt August Brunšvický, 1887–1953
                                                              - Arnošt August Hannoverský, 1914–1987
                                                                - Arnošt Augustus Hannoverský, * 1954
                                                                  - Arnošt Augustus Hannoverský, * 1983
                                                                    - Welf Augustus von Hannover, * 2019

                                                                  - Kristián Hannoverský, * 1985
                                                                    - 3 children

                                                                - Ludvík Rudolf Hannoverský, 1955–1988
                                                                  - Ota Jindřich Hannoverský, * 1988

                                                                - Jindřich Hannoverský, * 1961
                                                                  - Oscar Nick, * 1996
                                                                  - Albert, * 1999
                                                                  - Julius, * 2006

                                                              - Jiří Vilém Hannoverský, 1915–2006
                                                                - Welf, 1947–1981, potomci?
                                                                - Jiří, * 1949, potomci?

                                                              - Kristián, 1919–1981
                                                              - Guelph, 1923–1997

                                                      - August Frederik, vévoda ze Sussexu, 1773–1843
                                                      - Adolf, vévoda z Cambridge, 1774–1850
                                                        - Jiří, vévoda z Cambridge, 1819–1904

                                                    - Eduard, vévoda z Yorku a Albany, 1739–1767
                                                    - Vilém Jindřich, vévoda z Gloucesteru a Edinburghu, 1743–1805
                                                      - Vilém Frederik, vévoda z Gloucesteru a Edinburghu, 1776–1834

                                                    - Jindřich, vévoda z Cumberlandu a Strathearnu, 1745–1790

                                                  - Vilém, vévoda z Cumberlandu, 1721–1765

                                              - Frederik August, 1661–1691
                                              - Maxmilián Vilém Brunšvicko-Lüneburský, 1666–1726
                                              - Karel Filip, 1669–1690
                                              - Kristián Jindřich, 1671–1703
                                              - Arnošt August z Yorku a Albany, 1674–1728

                                          - Jan Brunšvicko-Lüneburský, 1583–1628

                                      - František Brunšvicko-Lüneburský, 1508–1549

                                  - Godfrey, 1441–1465

                              - Ota Brémský, 1364–1406
                              - Jindřich Brunšvicko-Lüneburský, † 1416
                                - Vilém Vítězný Brunšvicko-Lüneburský, 1392–1482
                                  - Fridrich III. Brunšvicko-Lüneburský, 1424–1495
                                  - Vilém IV. Brunšvicko-Lüneburský, 1425–1503
                                    - Jindřich IV. Brunšvicko-Lüneburský, 1463–1514
                                      - Christopher of Brunswick-Wolfenbüttel, Archbishop of Bremen, 1487–1558
                                      - Jindřich V. Brunšvicko-Lüneburský, 1489–1568
                                        - Karel Viktor, 1525–1553
                                        - Filip, 1527–1553
                                        - Julius Brunšvicko-Lüneburský, 1528–1589
                                          - Jindřich Julius Brunšvicko-Lüneburský, 1564–1613
                                            - Fridrich Oldřich Brunšvicko-Lüneburský, 1591–1634
                                            - Kristián Brunšvický, 1599–1626

                                          - Filip Zikmund Brunšvicko-Wolfenbüttelský, 1568–1623
                                          - Jakých Karel Štrasburský, 1573–1615
                                          - Julius August Michaelsteinský, 1578–1617

                                      - František Brunšvicko-Wolfenbüttelský, 1492–1529
                                      - Jiří Brunšvicko-Wolfenbüttelský, 1494–1566
                                      - Erik Brunšvicko-Wolfenbüttelský, 1500–1553
                                      - Vilém Brunšvicko-Wolfenbüttelský, † 1557

                                    - Erik I. Brunšvicko-Lüneburský, 1470–1540
                                      - Erik II. Brunšvicko-Lüneburský, 1528–1584

                                - Jindřich Mírumilovný Brunšvicko-Lüneburský, 1411–1473

                            - Ludvík, † 1367
                            - Albert II. Brémský, † 1395
                            - Jindřich Halberstadtský
                            - Arnošt

                          - Arnošt I. Brunšvicko-Göttingenský, 1305–1367
                            - Ota I. Brunšvicko-Göttingenský, 1340–1394
                              - Ota II. Brunšvicko-Göttingenský, 1380–1463

                            - další syn, duchovní

                        - Vilém I. Brunšvicko-Lüneburský, 1270–1292
                        - Ota, † cca 1346
                        - Lothar Brunšvický, 1275–1335
                        - Konrád, † cca 1303

                      - Jan Brunšvicko-Lüneburský, 1242–1277
                        - Ota II. Brunšvicko-Lüneburský, 1266–1330
                          - Jan, † 1324
                          - Ota III. Brunšvicko-Lüneburský, 1296–1352
                          - Ludvík Mindenský, † 1346
                          - Vilém II. Brunšvicko-Lüneburský, 1300–1369

                      - Ota Hildesheimský, † 1279
                      - Konrád Brunšvický a Lunenburgský, † 1300

              - Welf VI., 1115–1191
                - Welf VII., 1135–1167

              - Adalbert, z Corvey

          - Fulco I. Milánský, cca 1070–1134
            - Azzo IV. d'Este († před 1145)
            - Bonifacio I. d'Este (†  1163)
            - Fulco II. d'Este († před 1172)
            - Alberto († po 1184)
            - Obizzo I. d'Este († 1193)
              - Azzo V. Estenský, † 1190
                - Azzo VI. d'Este, 1170–1212
                  - Aldobrandino I. d'Este, 1190–1215
                    - Kontard z Este, 1216–1249

                  - Azzo VII. d'Este, 1205–1264
                    - Rinaldo d'Este, 1221–1251
                      - Obizzo II. d'Este, 1247–1293, legitimizovaný 1252
                        - Azzo VIII. d'Este, † 1308
                        - Hildebrand II. Estenský, † 1326
                          - Obert III. Estenský, 1294–1352
                            - Hildebrand III. Estenský, 1335–1361
                            - Mikuláš II. Estenský, 1338–1388
                            - Albert V. Estenský, 1347–1393
                              - Mikuláš III. Estenský, 1383–1441, legitimizovaný
                                - Herkules I. Estenský, 1431–1505
                                  - Alfons I. Estenský, 1476–1534
                                    - Herkules II. Estenský, 1508–1559
                                      - Alfons II. Estenský, 1533–1597
                                      - Ludvík Estenský, 1538–1586

                                    - Hipolyt II. Estenský, 1509–1572
                                    - František Estenský, 1516–1578
                                    - Alfons Estenský, 1527–1597, legitimizovaný 1532
                                      - Alfons Estenský, 1560–1578
                                      - Caesar Estenský, 1562–1628
                                        - Alfons III. Estenský, 1591–1644
                                          - František I. Estenský, 1610–1658
                                            - Alfons IV. Estenský, 1634–1662
                                              - František II. Estenský, 1660–1694

                                            - Almeric d'Este, 1641–1660
                                            - Rinaldo Estenský, 1655–1737
                                              - František III. Estenský, 1698–1780
                                                - Herkules III. Estenský, 1727–1803

                                              - Jan Frederik Estenský, 1700–1727

                                          - Obizzo d'Este, 1611–1644
                                          - Caesar d'Este, 1614–1677
                                          - Karel Alexandr d'Este, 1616–1679
                                          - Rinaldo d'Este, 1618–1672
                                          - Filibert d'Este, 1623–1645

                                        - Ludvík Estenský, 1594–1664
                                        - Hipolyt d'Este, 1599–1647
                                        - Mikuláš d'Este, 1601–1640
                                        - Borso d'Este, 1605–1657
                                          - Ludvík d'Este, 1648–1698
                                          - Foresto František d'Este, 1652–1725
                                          - Caesar Ignác d'Este, 1653–1713

                                        - Foresto d'Este, 1606–1639

                                      - Alexandr Estenský, 1568–1624

                                  - Ferdinand Estenský, 1477–1540
                                  - Hipolyt Estenský, 1479–1520
                                  - Zikmund Estenský, 1480–1524

                                - Zikmund Estenský, 1433–1507

                          - Rinaldo
                          - Niccolò

                        - Francesco

          - Hugo V. z Maine, cca 1060–1131

      - Guido
      - Otbert III. Východoligurský
- Ambrož z Alérie († 988)